# Cecilia Berdichevski
Cecilia Berdichevski (ur. 30 marca 1925, zm. 28 lutego 2010) – uznawana za pierwszą osobą pracującą na stanowisku programisty w Argentynie, pionierka w dziedzinie informatyki. Jedna z pierwszych użytkowników komputera Ferranti Mercury, znanego jako Clementina.

## Dzieciństwo i młodość
Urodziła się jako Cecylia Tuwjasz w żydowskiej rodzinie w Wilnie (obecnie Litwa), pierwsze lata życia spędziła w Widze (obecnie Białoruś). W 1930 roku jej rodzina emigrowała z Polski do Argentyny.
W Argentynie studiowała matematykę na wydziale nauk ścisłych Uniwersytetu w Buenos Aires, gdzie miała pierwszą styczność z informatyką.

## Kariera
W 1961 roku Argentyna zakupiła pierwszy komputer Ferranti Mercury, nazywany przez pracowników instytutu „Clementiną” (komputer miał 18 metrów długości). Cecilia była uczestniczką kursu z obsługi przeprowadzanego przez Cecily Popplewell, znanej ze współpracy z Alanem Turingiem i Ernesto Garcíą Camarero. Berdichevski była jednym z wyróżniających się studentów dlatego kontynuowała naukę programowania w Europie (m.in. w Londynie, Paryżu i Manchesterze), gdzie przebywała do 1963 roku. Po powrocie do Argentyny poza obowiązkami programistki, była też kierownikiem Trabajos Prácticos de Cálculo Numérico I, jej przełożonym był profesor Manuel Sadosky. W swojej pracy używała języków wysokiego poziomu. W 1966 roku wróciła do pracy jako księgowa.
W późniejszym czasie pracowała w firmach technologicznych takich jak ACT (założoną przez jej akademickich współpracowników: Sadosky, Guber i Chamero). W 1984 roku została menedżerką w argentyńskiej kasie oszczędnościowej Caja de Ahorro – zajmowała się tam działem informatycznym. Po przejściu na emeryturę pracowała jako konsultant komputerowy i uczestniczyła w ważnych projektach i organizacjach międzynarodowych, takich jak UNDP (Program Narodów Zjednoczonych ds. Rozwoju).
Od 1951 roku jej mężem był Mario Berdichevski.